# Nelson Motta
Nelson Cândido Motta Filho (nacido el  29 de octubre de 1944 en São Paulo, Brasil) es un periodista brasileño, ghostwriter, compositor, escritor, y productor discográfico.
Formó parte del movimiento bossa nova, colaborando con Edu Lobo, Dori Caymmi, Lulu Santos, Rita Lee, Djavan y otros. Ha sido productor de varios artistas de música popular brasileña, como Elis Regina, Gal Costa, Daniela Mercury y otros. Fue el primer productor de Marisa  Monte a finales de los 80s. También ha producido espectáculos de rock brasileño y escribió letras en colaboración con artistas de rock, como Lulu Santos.
Fue el productor de "Riû", tercer álbum de la fadista portuguesa Cuca Roseta, lanzado en 2015.